# Ujong Reuba
Ujong Reuba is een bestuurslaag in het regentschap Aceh Utara van de provincie Atjeh, Indonesië. Ujong Reuba telt 408 inwoners (volkstelling 2010).